# 擦耳镇
擦耳镇，是中华人民共和国四川省南充市高坪区下辖的一个乡镇级行政单位。

## 行政区划
擦耳镇下辖以下地区：
政府街社区、擦耳村、芋河沟村、新拱桥村、四面山村、尖山沟村、天井沟村、大金垭村、石佛沟村、冬笋沟村、村子坡村、双叉河村、吕家沟村和赵排沟村。